# アルジャーノン・パーシー (第10代ノーサンバランド伯)
第10代ノーサンバランド伯アルジャーノン・パーシー（Algernon Percy, 10th Earl of Northumberland, KG, PC, 1602年9月29日 - 1668年10月13日）は、清教徒革命（イングランド内戦）から王政復古期のイングランドの貴族、政治家。議会派の一員だったが穏健派で、内戦中は王党派との和睦を図ったが実現しなかった。

## 生涯
第9代ノーサンバランド伯ヘンリー・パーシーと初代エセックス伯ウォルター・デヴァルーの長女ドロシーの長男として誕生。第2代エセックス伯ロバート・デヴァルーは母方の叔父、議会派の司令官で第3代エセックス伯ロバート・デヴァルー、および第2代ウォリック伯ロバート・リッチと初代ホランド伯爵ヘンリー・リッチ兄弟は母方の従兄に当たる。1632年の父の死で爵位を継承した。
イングランド王チャールズ1世からは厚遇され、1635年のガーター勲章授与に始まり翌1636年に枢密顧問官、1638年に海軍卿に任命、1640年にはスコットランド遠征軍の総司令官にまで任じられている。ところがノーサンバランド伯は第4代ペンブルック伯フィリップ・ハーバート、初代ホランド伯と共にチャールズ1世を見捨て、長期議会を主導するジョン・ピムに協力、貴族院で国王の反対派に回った。チャールズ1世はノーサンバランド伯の裏切りに憤慨したが、ノーサンバランド伯の方は父が火薬陰謀事件に関与した容疑で長期間ロンドン塔に監禁されていたことでステュアート朝に遺恨を抱いていたとされる。
1642年に内戦の危機が迫ると病気を口実にウォリック伯（ホランド伯の兄）に海軍を任せようと考え、そうはさせないとするチャールズ1世により6月に海軍卿を罷免されジョン・ペニントンに交代させられた。だが、議会の命令を受けたウォリック伯がペニントンの赴任前に海軍を乗っ取り、議会派が機先を制した。
第一次イングランド内戦が同年から始まると議会派となり、11月に王党派の軍がロンドンに迫ると防衛に加わる一方で、12月にロンドンの王党派市民が議会へ和睦を請願、貴族院で和睦運動が高まるとペンブルック伯らと共に和平派と目され、1643年1月に国王との和睦交渉に向かう使節団の一員に選ばれた。2月から3月にかけてオックスフォードでチャールズ1世と和睦交渉したが成立せず、ロンドンへ戻ると4月に妻へ宛てた手紙を内通と疑ったヘンリー・マーティンに勝手に調べられ、そのことを咎めるとマーティンが謝罪せず開き直ったため、激怒して杖でマーティンの頭を殴るという事件を起こした。事件はしばらく議論になったが、有耶無耶に終わっている。
5月にも王党派に内通したエドマンド・ウォラーの陰謀に巻き込まれる災難に遭い、和睦の可能性が無くなると貴族院議席を放棄、8月にホランド伯・第5代ベッドフォード伯爵ウィリアム・ラッセルら他の和平派貴族と共に一時ロンドンを離れ、オックスフォードで王党派との合流を図った。しかしオックスフォードへ行かず直前に地元のペットワースに留まりホランド伯・ベッドフォード伯からも離れ、彼等がオックスフォードで王党派からぞんざいに扱われていることを知ると議会派へ戻った。
9月に成立した議会派とスコットランド国民盟約（盟約派）の厳粛な同盟と契約に基づき、1644年2月に両国から選出される戦争指導の委員からなる両王国委員会の設置が検討されると支持、委員に選ばれた。また1645年3月にはロンドンがニューモデル軍の費用を賄うための借金を求められるとこれに賛成、同月には議会に保護されていたチャールズ1世の2人の子供（エリザベス・ヘンリー）の守役に選ばれたため、将来議会はチャールズ1世を廃位させヘンリーを次の国王に擁立、ノーサンバランド伯を摂政に任命するとの噂が流れた。
国王が派遣した使節団と和睦交渉したアクスブリッジ会談に出席、内戦後も貴族院に留まり、チャールズ1世の処刑に反対したが、革命が進行しオリバー・クロムウェルが台頭すると引退した。1660年の王政復古で枢密院に復帰、ノーサンバーランドとサセックスの統監を務め、1668年に66歳で死去。息子のジョスリン・パーシーが爵位を継いだが、2年後の1670年にジョスリンが急死して爵位とパーシー家の男系が途絶えた。爵位と家名の復活は孫娘エリザベスの結婚を通して血統が伝わったシーモア家と姻戚関係を結んだヒュー・スミソンがパーシー家に復姓した1750年までかかることになる。

## 子女
1629年、第2代ソールズベリー伯爵ウィリアム・セシルの娘アンと結婚、5人の娘を儲けた。うち2人は以下の通り。
- アン（? - 1654年） - 第2代チェスターフィールド伯爵フィリップ・スタンホープ（英語版）と結婚
- エリザベス（1636年 - 1718年） - 初代エセックス伯アーサー・カペル（英語版）と結婚

1637年にアンが死去、1642年に第2代サフォーク伯セオフィラス・ハワードの娘エリザベスと再婚、息子を1人儲けた。
- ジョスリン（1644年 - 1670年） - 第11代ノーサンバランド伯